# Ätran
Ätran är en å i sydvästra Sverige. Den är 243 km lång inklusive källflöden och är den näst största av de fyra större åarna som mynnar i Halland. 
Ätran rinner från en mosse nära Gullered på 332 meters höjd över havet. Den fortsätter därefter genom sydvästra Västergötland, där den bland annat passerar genom sjön Åsunden med staden Ulricehamn. Den flyter sedan genom Halland och har i Falkenberg sitt utlopp i Kattegatt. Ån har ett avrinningsområde på 3 343 km². Större delen är skogsbygd. Ån har, även om den inte är farbar, fungerat som förbindelselänk mellan centrala Västergötland och den halländska kustslätten. Bland betydande biflöden finns Högvadsån med ett rikt vattenliv och Assman som passerar genom Tranemo. I Ätran finns bland annat relativt stora mängder lax. Ätran nedströms Ätrafors kraftverk i Falkenbergs kommun är efter regeringsbeslut 2006 ett natura 2000-område. Dalgången längs ån kallas Ätradalen. Längs vattendraget har det funnits många kvarnar och det finns sedan 1950-talet totalt åtta vattenkraftverk.

## Namnet
Namnet kommer från urgermanska aitrą och betyder svällande, ättrig. Det är först belagt från den halländska delen. I den västgötska delen har flera namn använts som bland annat Laffwa å/Lagan (från lagher) och Forsan. I den halländska delen har även eda förekommit. Även namn som anknyter till lokala orter som Svenljungaån och Falkenbergs ström har använts.

## Sträckning, biflöden och avrinningsområde
| Delavrinningsområden        | Delavrinningsområden | Medel- vattenföring (m³/s) |
| Namn (biflöden i kursiv)    | Yta (km²)            | Medel- vattenföring (m³/s) |
| --------------------------- | -------------------- | -------------------------- |
| Uppströms Åsundens utlopp   | 650                  |                            |
| Mellan Åsunden och Assman   | 379                  | 8                          |
| – Assman (Lillån)           | 652                  | 9,5                        |
| Mellan Assman och Kalvån    | 45                   | 24,5                       |
| – Kalvån (Lillån)           | 514                  | 8,2                        |
| Mellan Kalvån och Högvadsån | 370                  | 33,5                       |
| – Högvadsån                 | 476                  | 8,5                        |
| Mellan Högvadsån och havet  | 257                  | 49                         |
| Totalt/slutgiltigt          | 3 343                | 52,5                       |

Ätrans källa är Äramossen, varifrån flera bäckar rinner ut och snart förenar sig för att bilda Ätran. Därifrån rinner vattendraget först norrut i riktning mot Falköping. Den tar här emot vatten från fler mossar och passerar igenom mindre sjöar. På vägen norrut passerar Ätran de mindre sjöarna Sörsjön, Nordsjön, Vinsarpasjö och Lönern. Strax norr om Åsarp byter vattendraget riktning och vänder söderut. Fram till Åsunden (som är den största sjön den passerar) är den 1–2 meter djup och 6–10 meter bred. När den börjar närma sig Åsunden får den en flatt profil och en meandrande sträckning. Vid Åsunden ligger Ulricehamn, som är den största orten i övre Ätradalen.
Från att vattendraget lämnar Åsunden och fram till Sexdrega styrs vattendragets förlopp av berggrunden. Det gör att den får en rakare sträckning. Därefter börjar den åter meandra. Bifloden Assman (även kallad Lillån), ansluter  nära Örsås kyrka, och Kalvån (även den kallad Lillån) ansluter nära Östra Frölunda kyrka. De bägge biflödena har en vattenföring jämförbar med Ätrans ovan Åsunden. Det gör att Ätran växer betydligt i storlek efter att de bägge vattendraget anslutit. Dess bredd ökar från i snitt ungefär 15 meter till 25 meter (men varierar mellan 10 och 60 meter beroende på lokala förhållanden). Ätran går här främst genom skogsbygd. När vattendraget lämnar Västergötland och kommer in i Halland får den ett stridare förlopp. Strax söder om Ätraforsdammen ansluter Högvadsån som är det största biflödet. Därefter flyter vattendraget främst genom jordbruksmark och dess förlopp blir lugnare. Längs den sista sträckan ansluter Sannarpsån och Vinån. 
Avrinningsområdet omfattar större delarna av Ulricehamns, Tranemo, Svenljunga och Falkenbergs kommuner, samt mindre delar i Falköpings, Borås, Gislaveds, Marks, Hylte och Varbergs kommuner. De största sjöarna i avrinningsområdet är Åsunden (33,9 km²), Fegen (24,2), Sämsjön (9,2), Lönern (7,7) och Kalven (6,6). Totalt finns det omkring 200 km² sjöar inom avrinningsområdet. Förutom naturliga sjöar har de även skapats sjöar till följd av dammkonstruktioner för vattenkraft, av dessa är Ätraforsdammen störst. I avrinningsområdet är 64 procent av marken skog, 6 procent sjö, 7 procent myr, 11 procent åker och 12 procent övrigt.
Huvudavrinningsområdet (inklusive biflöden) gränsar till Viskans huvudavrinningsområde i nordväst längs det mesta av Ätran sträckning. I allra översta delen av Ätran gränsar det till Lidans avrinningsområdet i nordväst och Tidans avrinningsområde i nordöst. Lidan och Tidan rinner ut i Vänern. De bägge ingår därför i Göta älvs huvudavrinningsområde. I sydost gränsar Ätrans område till Nissans huvudavrinningsområde längs en stor del av dess sträckning. Närmast kusten gränsar avrinningsområdet till Himleån och Suseåns avrinningsområden samt till mindre vattendrag.

## Klimat och vattenföring
Medeltemperaturen längs Ätran är högst vid kusten och avtar längre in i landet. Det är främst vintertemperaturerna som skiljer. Vintertid skiljer ungefär 2 grader mellan kusten och de inre delarna. Skillnaderna i sommartemperaturer är liten. Skillnaderna i medeltemperaturer påverkar också när förekomsten av frost (vanligare längre in) och årstidernas start, som kan variera flera veckor mellan vattendragets olika delar. Förändringarna längs åns förlopp är som skarpast nära kusten. Nederbörden är högst en bit från kusten (i den region på sydsvenska höglandet västsida som tillhör de nederbördsrikaste i Sverige). Vattenföringen är högst vintertid och lägst sommartid. Vid Yngeredsfors kraftverk har vattenföringen journalförts. Under perioden 1909–1967 var den i snitt 37,2 m³/s. Det högsta den varit vid något tillfälle är 275 m³/s, medan den som lägst varit 5–7 m³/s. Avrinningen är 460 mm/år.

## Berggrund, natur och miljöpåverkan
Sydvästra Sverige, där Ätran rinner, har en berggrund som bildades för 1700–1550 miljoner år sedan, men som ombildades kraftigt under svekonorvegiska orogenesen. I större delen av Ätrans avrinningsområde består urberget av röd, alkalin, gnejs. Ätran flyter fram i ett sprickdalslandskap som till betydande del formats under mesozoikum (252-66 miljoner år sedan). Sprickzonerna har till stor del samma riktning som Ätran (nordnordost–sydsysväst), men även sprickor i  nordnordväst–sydsydost förekommer. Urberget kan, även i vattendragets nedre delar, ha relativt betydande nivåskillnader. Närliggande urbergstoppar och -dalar kan ligga på 70 meter över respektive 60 meter under havsnivån. Ovanpå detta kan senare, eroderat, material finnas överlagrat. I Ätrans nordliga delar har berggrunden sitt ursprung i kambrosilur och består av kalksten, sandsten och lerskiffer.
Då Ätran ligger norr om Tornquistzonen har berggrunden varit stabil under mycket lång tid. Det har därför funnits vattendrag som runnit från Västergötland och Småland och genom Halland under denna tid. De exakta sträckningarna för Ätran och övriga vattendrag har dock uppkommit som ett resultat av den senaste istiden.
På berggrunden ligger material som deponerats under istiden, som morän. Större delen av vattendraget ligger ovan högsta kustlinjen. Det gick vid istidens slut en havsvik upp till strax ovan Yngeredsfors. Ner till Askome bildades ett delta. Marina leror och sand finns därför deponerat nedströms om Askome. De har bildat lager vars innehåll varierar med lokala förhållanden. Det finns till exempel 70 meters djupa sandlager runt Vessigebro medan det är 50 meters lerdjup på andra platser i Ätrans dalgång. Som lägst låg kustlinjen (för omkring 11 000 år sedan) nära 10 meter lägre än nuvarande nivå. Vattendraget gick alltså då ut i Kattegatt något till väster om den nuvarande kustlinjen. Vid Skrea finns en drumlin som får vattendraget att strax innan det når havet vrida av i riktning väster, i stället för att fortsätta söderut.
Området som Ätran rinner igenom delas ofta in i tre eller fyra naturgeografiska typer. Den översta delen ligger mellan Falbygden och sydsvenska höglandet, söder om söder om Västgötabergen. Den domineras av morän och är kalkrik. Området är till stora delar uppodlad och består annars av mycket lövskog.. Därefter följer sydsvenska höglandets västsida med kärvare jordmån. Detta område är till stor del bevuxet med barrskog och innehåller mycket myrmark. Denna del har historiskt varit svårgenomtränglig och därför fungerat som gräns mellan bygderna på ömse sidor. Landskapsgränsen mellan Västergötland och Halland ligger här. Därför låg den tidigare landgränsen mellan Sverige och Danmark också här. I de nedre delarna av Ätradalen har jordarterna sand och grus överlagrats med lera under senaste istiden. Dessa delar är åter mer bördiga med mycket uppodlad mark samt lövskog.

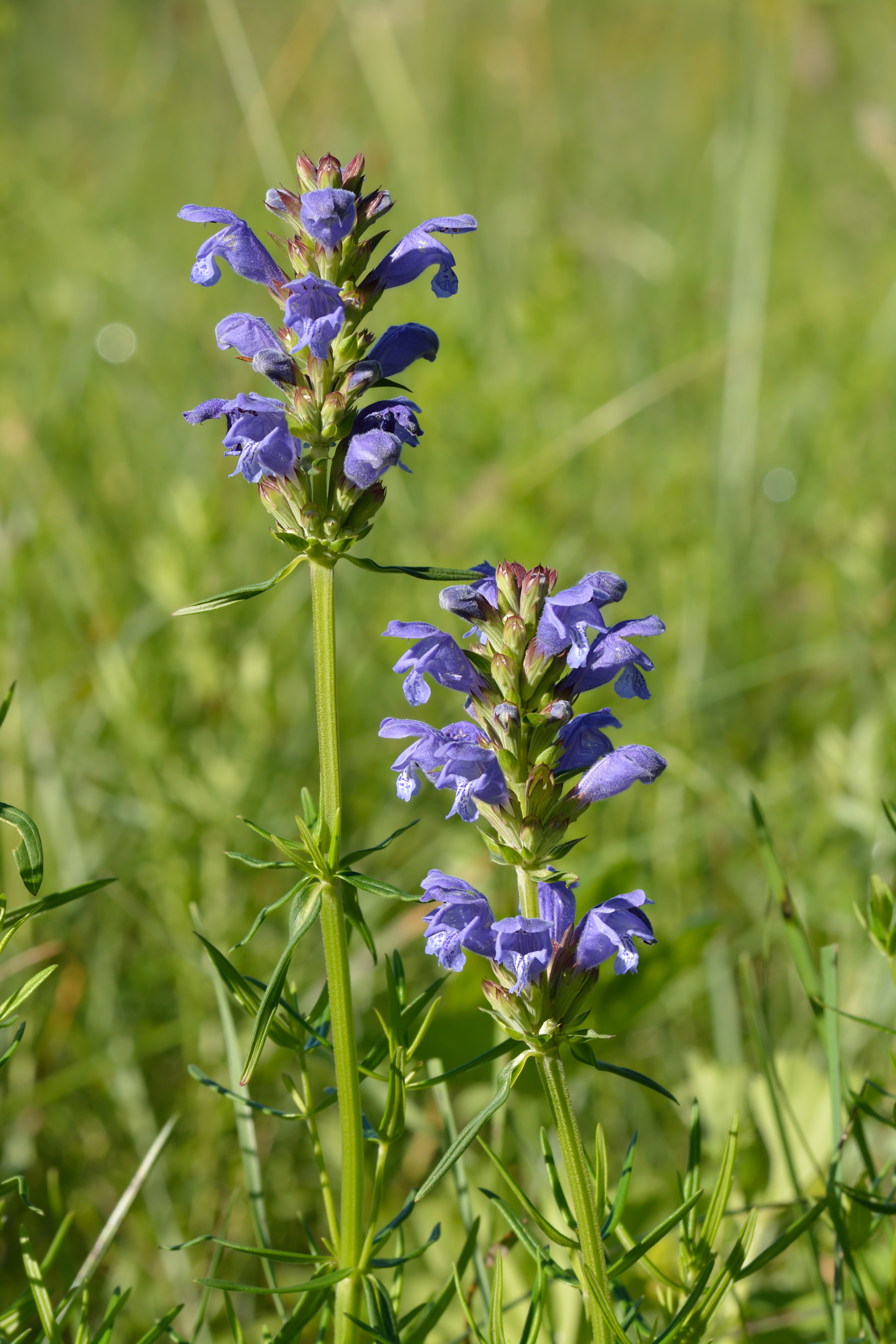
Drakblomman trivs på de stäppartade torrängar som förekommer kring Ätrans övre delar

Överlag är de nedre delarna av Ätradalen de mest påverkade i modern tid. I själva vattendraget har bottnen påverkats genom att den rensats från flottningshinder. När vattenkraftverk har byggts över forsar har det försvårat eller omöjliggjort för fisk att ta sig upp förbi forsen. Fiskens möjligheter att ta sig fram beror på i vilken grad fisktrappor och andra hjälpmedel byggts. I områden med jordbruksmark är uträtningar av vattendrag vanliga. I de nedre delarna av Ätradalen har biflöden rätats ut eller dränerats. I de övre delarna har istället Ätran själv på några platser rakats ut (t.ex. vid Hössna). Jordbruket har medfört en drastiskt påverkan på vilka växt- och djurarter som förekommer vid vattendraget och därigenom ökat tillförseln av näringsämnen och minskat tillförseln av döda trärester. 
Om man följer vattendraget från källa till utlopp så finns på Åramossen arter som annars främst finns betydligt längre norrut. De har på grund av mossens höjd och därmed lägre temperatur haft möjlighet att finnas kvar sedan de kommit dit strax efter istidens slut. Det gäller exempelvis Kung Karls spira. Där finns också många fåglar. På sin väg mot Åsunden finns på de kullar och branter som omger Ätran fler bevarade områden med stäppartade torrängar. Det är områden där växter som annars trivs på stäpper växer, trots att några riktiga stäpper inte finns i Sverige. Drakblomma och smalbladig lungört är exempel på växter som växer där. Dessa områden är kalkrika, inte på grund av den lokala berggrunden utan för att material transporterats hit från Falbygden under den senaste istiden. När Ätran börjar meandra närmare Åsunden finns olika former av mader, sankängar och kärr som är viktiga för fågellivet.
I de mellersta delarna finns områden med betydande naturvärde, ofta kopplat den tidigare boskapsdominerade ekonomin med slåtter- och betesmark. Där finns även artrika strandängar och små korvsjöar. Dessa områden har under 1800- och 1900-talet blivit betydligt färre på grund av ändrade driftsformer och utdikningar. I de områden som finns kvar finns gott om amfibier och insekter. Områdena innehåller i växtväg bland annat flentimotej, vingvial, fältvädd och blodnäva. Det förekommer också områden med lövträd. Dessa områden är bra miljö för till exempel fåglar som mindre hackspett och olika epifytiska lavar som blylav. Uppströms kraftverken finns en population öring som blev separerad från övrig öring då den inte kan ta sig förbi kraftverken. Populationen har minskat, men det har också vidtagits åtgärder för att rädda den. Uppströms Ljungafors finns strömmande miljöer.

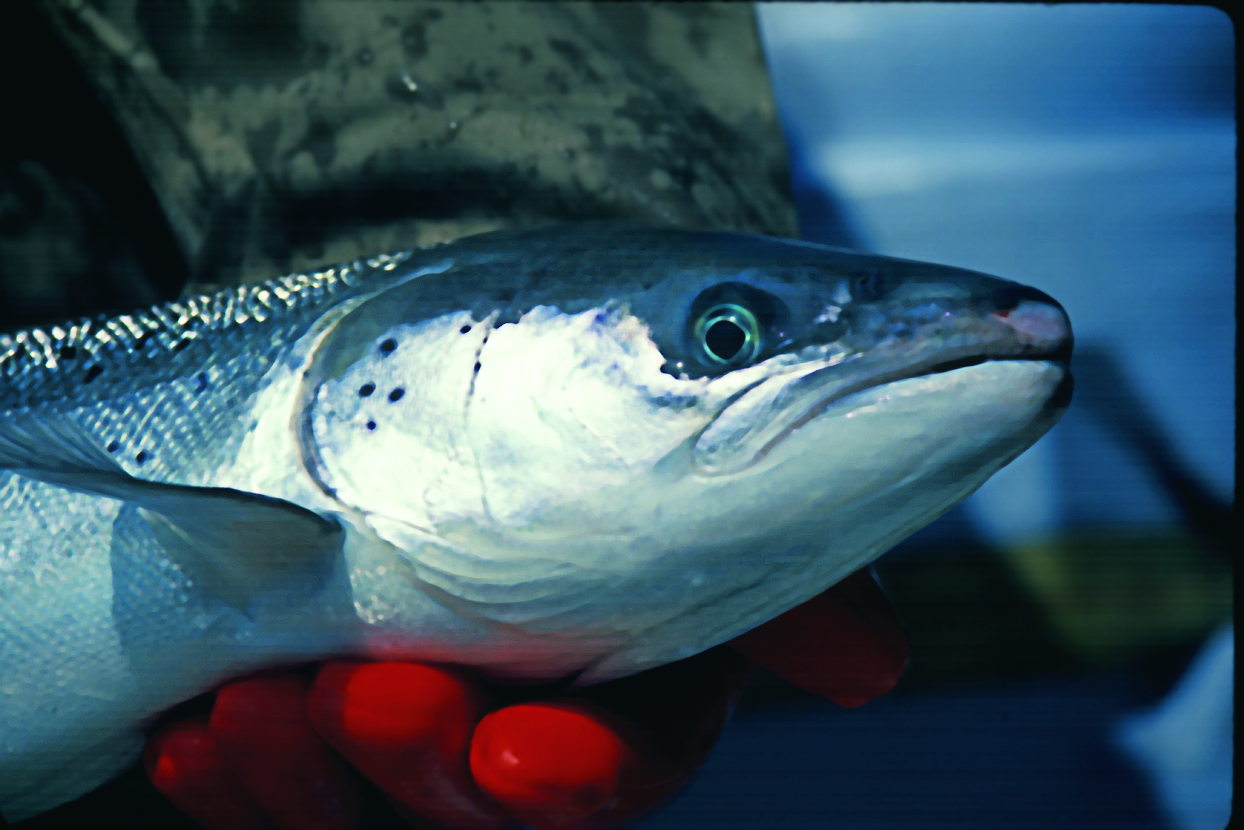
Ätran har Sveriges största bestånd av Atlantlax

En stor del av den lax som finns i Halland finns i Ätran. Större delen av Ätran nedströms Ätrafors kraftverk (som är ett definitivt vandringshinder) är långsamtflytande över en bottenbädd bestående finfördelat material. Det har blivit rensat i varierande omfattning. I Ätrans finns Sveriges största bestånd av atlantlax. Laxstammen är naturlig, vilket är ovanligt. Även för havsnejonöga är beståndet det största i Sverige, medan det är det största i Halland för flodnejonöga och flodpärlmussla. Längs vattendraget finns också ett rikt fågelliv. Sveriges enda kända förekomst av nattsländan Setodes punctatus finns vid Ätran.
Längs vattendraget har flera områden skyddats. Ätrans källa Äramossen är ett naturreservat på grund av sin opåverkade våtmarksmiljö. Längs ån finns flera andra naturreservat. I de övre delarna (innan vattendraget vänder söderut) finns Hössna prästgårds naturreservat. Det är naturreservat på grund av sin rika flora, inte minst i rikkärren, Önnarps naturreservat ligger i en mindre dalgång längs en att de första bäckarna som rinner ut i Ätran där det finns en fuktäng med i området ovanliga arter som  kåltistel, Knätte består av två åskullar med stäppartad torräng. Smula ås, som ligger ungefär där Ätran vänder söderut, består av liksom Knätte av stäppartad torräng. Den kalkrika marken hävdas genom bete.. Även Frälsegården och Baktrågen på Ulricehamnsåsen är torrängär och innehåller även flera fornlämningar.
På Åsundens västra sida ligger Kråkebo naturreservat och på dess östra Korpebobergs lövskogar. På ett näs i dess södra del ligger Torpanäsets naturreservat. Alla är artrika lövskogar. Torpanäset innehåller många rödlistade arter knutna till de gamla ekarna som finns där och innehåller också herrgårdarna Torpa Stenhus och Hovsnäs.  Buttorps forsar består av forsar med ett rikt fisk och fågelliv. Efter Buttorp dröjer det till Mårdaklev innan nästa naturreservat kommer. Det är Klevs naturreservat där miljön kring Klevs gästgiveri skyddats.
Efter att Ätran kommit in i Halland kommer de första naturreservaten strax nedströms om Gällared. Där finns inom några kilometer Yttra Berg,  Bergs naturskog och Fylleklevs naturreservat. De representerar olika miljöer. Yttra Berg består av ett odlingslandskap bevarat sedan första halvan av 1800-talet medan Bergs naturskog omfattar skog som inte brukats. Fylleklev består av fem mindre områden med bokskog. Längs en bäck som rinner ut i Ätran ligger Påvadalen med lövskog i ravinlandskapet. Påvadalen är det sista naturreservatet in Ätran rinner ut i Kattegatt. I hela avrinningsområdet finns fler naturreservat, bland annat Bjällermossens naturreservat och naturreservaten vid sjön Fegen. Ätran nedströms Ätrafors kraftverk i Falkenbergs kommun är efter regeringsbeslut 2006 ett natura 2000-område. En vattenvårdskommitté bildades på initiativ av Länsstyrelsen i Hallands län 1970 och ett vattenvårdsförbund har funnits sedan 1973, sedan 2006 som Ätrans vattenråd.
Ätran transporterar i snitt omkring 2 000 ton kväve och 40 ton fosfor, med en möjligen minskande tendens och med betydande årliga variationer. Kväve- och fosfortillförseln är störst i de nedersta delarna samt de allra översta. Detta då bägge domineras av jordbruksbygd. För kväve varierar halterna mellan måttligt höga halter, höga halter och mycket höga halter (vilket är de mittersta tre kategorierna) för de olika mätpunkterna. För fosfor har de flesta mätpunkterna hög status (den bästa kategorin). Tillförseln sker främst som diffusa källor, där jordbruket står för över 50 % av de antropogena (människoskapade) utsläppen av både kväve och fosfor. Tillförseln från enskilda punktkällor är låg. De stod för omkring 94 ton kväve och 1,2 ton fosfor 2023. Reningsverken i Ulricehamn och Tranemo var de största punktkällorna, följt av det i Svenljunga.
Det östra delarna av avrinningsområdet har kalkrika jordlager, medan övriga delar kalkas. Därigenom är dess pH i allmänhet tillfredsställande även om det förekommer att enskilda lokaler har lågt pH. De norra delarna av Ätran passerar genom kalkrik mark och är mindre känsliga för försurning. Halterna av tungmetaller är låga eller mycket låga och överskrider inga gränsvärden. Halterna av totalt organiskt kol är måttligt höga (med variationer).

## Mänsklig användning (Ätradalen)

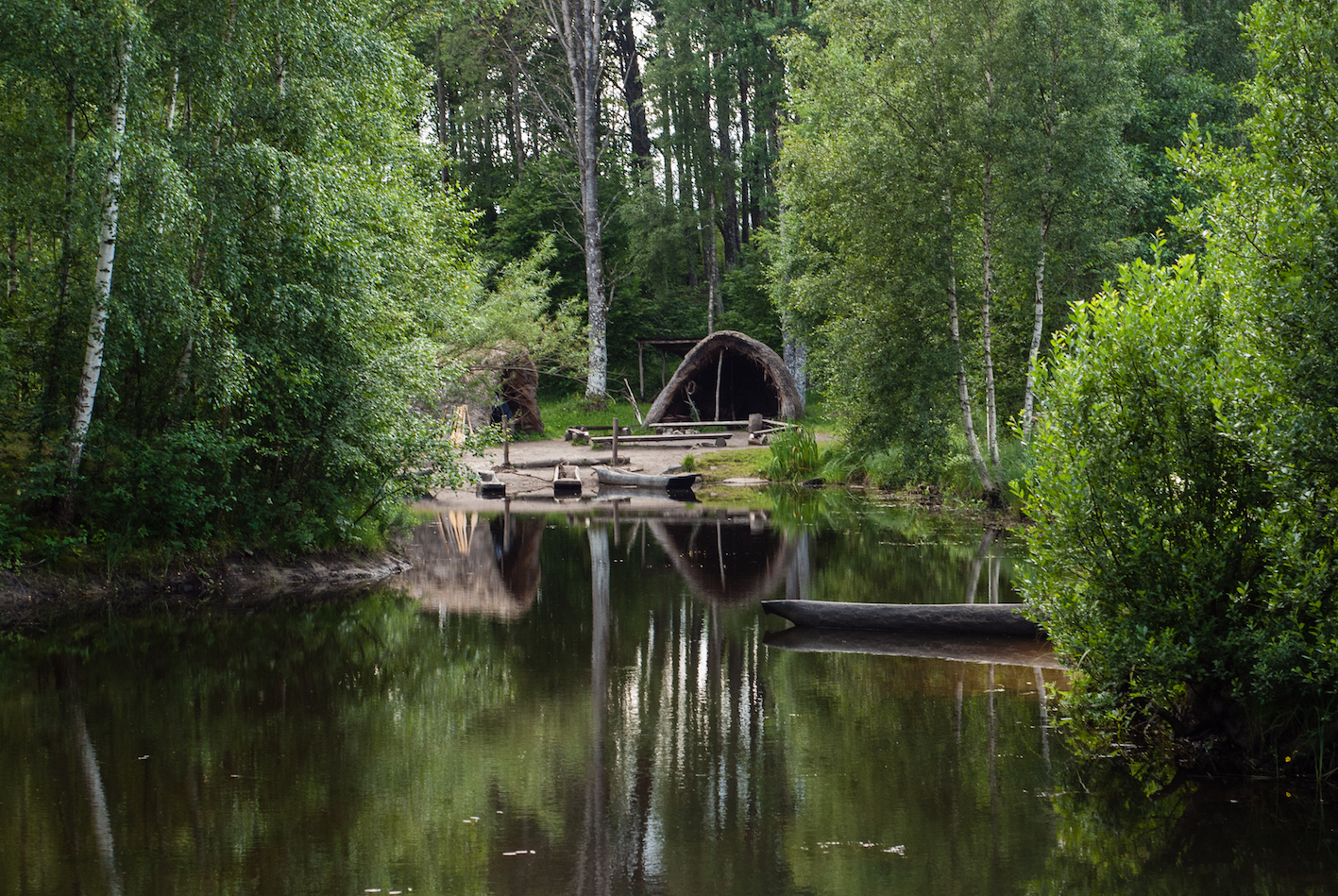
Ekehagens forntidsby visar rekonstruerade boendemiljöer längs Ätran från sten- till järnålder

Dalgången runt Ätran benämns vanligen Ätradalen. Vår kunskap om dess äldsta historia har tillkommit på olika sätt i övre och nedre Ätradalen. De nedre delarna har exploaterats i större omfattning i modern tid (t.ex. när E6 och Västkustbanan byggts). Detta har medfört fler arkeologiska utgrävningar, men också att lämningar förstörts. I de övre delarna har däremot arkeologisk information främst tagits fram genom inventeringar. Det äldsta mänskliga fyndet längs Ätran är från Marbäcks socken i dess övre delar. Där har delar av ett 10 000 år gammalt skelett hittats. När människor blev bofasta i området skedde bebyggelsen först nära vattnet för att under bronsåldern söka sig upp mot högre belägna områden. Området längs vattendraget är rikt på fornlämningar från brons- och järnåldern. De övre delarna tillhör tillsammans med Falbygden de fornminnesrikaste områdena i Sverige och visar tecken på långväga handel. Längre ner fanns vid Stomma kulle, nära Ätrans utlopp i Kattegatt, under lång tid sannolikt lokala makthavare.
Medan både övre och nedre Ätradalen tidigt bildade sammanhängande bygder var området emellan relativt obefolkat. Vid bronsålderns början bodde där uppskattningsvis 30-50 person. Vid medeltidens början har befolkningen uppskattats till 366-530 personer, vilket motsvarat en låg täthet på 1-2 personer per kvadratkilometer. Från delarna i Västergötland finns totalt 34 runstenar bevarande. Dessa tillhör de yngre i landskapet (som generellt är runstensrikt med 270 runstenar). Av de 34 runstenarna har 28 korstecken och anses därför vara resta av kristna eller av kristendomen påverkade personer. Från den halländska delen finns inga runstenar bevarade (landskapet har enbart fyra runstenar totalt). När kristendomen kom byggdes de mest påkostade kyrkorna i nedre och övre delen av Ätradalen, medan de i mellanbygden var mindre påkostade, sannolikt avspeglande de ekonomiska förhållandena i respektive område.
I äldre västgötalagen nämns en gränsdelning som ska ha utförts av sex män från Danmark och Sverige, bland annat med en sten i Danabäck inom vattendragets avrinningsområde. Det glesbefolkade gränsområdet betraktades dock även lång tid därefter som allmänning med begränsat kungligt inflytande från något håll. Först med att både Sverige och Danmark utvecklades till nationalstater under 1500-talet fick gränsen större praktisk betydelse i vardagslivet. På grund av dalgångens militära betydelse har det funnits flera befästningar på bägge sidor om gränsen och fler viktiga militära slag skedde i dess närhet. Vid slaget vid Åsle vann Drottning Margareta en avgörande seger mot Albrekt av Mecklenburg. Vid slaget på Åsundens is föll Sten Sture den yngre, vilket bidrog till att Kristian II blev kung i Sverige.

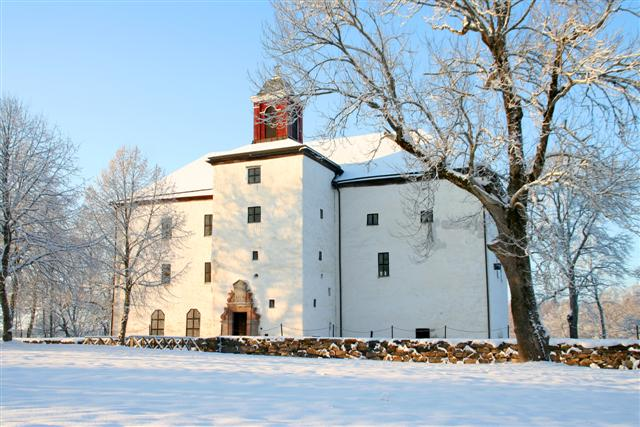
Torpa Stenhus, stamgods för Stenbocksätten

 När de lokala organisatoriska förhållandena först blir kända fanns Vartofta bo i Västergötland medan det på den halländska sidan enligt kung Valdemars jordebok fanns två 'kungalev': Faurås och Sjönevad. I Västergötland fanns Redvägs (övre Ätradalen) och Kinds härad (mellersta Ätradalen). I Hallands fanns Faurås (norrsidan) och Årstads härad (sydsidan). Som lokala makthavare kom Stenbock och Tott att vara viktiga under lång tid. Stenbock hade en maktbas i Kinds härad och Torpa stenhus på den svenska sidan medan Tott hade Hjuleberg på den danska sidan som lokal bas. Även om jordinnehaven var koncentrerade på respektive sida av gränsen hade de, som många andra adelsätter mark i bägge länderna. De västgötska delarna är ett av de fyndrikaste vad gäller fossil åkermark från förhistorisk tid och medeltid. Det har där funnits många storgårdar.
Jämfört med många andra områden hade digerdöden en i sammanhanget liten långsiktig påverkan på markanvändningen. Detta hjälptes av att boskapsskötseln under samma period växte till sig och blev en viktig exportprodukt till främst norra Tyskland. Mycket av boskapsexporten skedde från Västergötland via Ätran. Efter att Gustav Vasa tagit makten i Sverige och Kalmarunionen upplösts strävade han efter att rikta om handeln. Totalt 22 tullstationer etablerades. I Ätradalen låg tullstationen i Klev, Mårdaklev socken och i Högvadsån i Gamlered, Älvsereds socken. Uppmaningar om driva handeln mot bergslagen, snarare än danska Halland, fick effekt. Däremot inte den mer drastiska befallningen att invånarna i Bogesund (numera Ulricehamn) skulle flytta till Nya Lödöse (1535) respektive Jönköping (1543). Senare kom dock attityden till staden att förändras och den fick sitt första privilegiebrev 1605. Handeln längs Ätran var omfattande. Av tullstationerna vid gränsen mot Halland/Danmark hade den i Klev näst störst registrerat varuflöde. Återkommande skrivelser visar att en betydande handel dock inte registrerades då kontrollen till stor del sköttes av lokala bönder som hade föga intresse av att det togs upp tull. I Sverige tillkom 1622 lilla tullen, som var en stadstull.
Dalgången drabbades åter av stridshandlingar under nordiska sjuårskriget (1563–1570). Under 1564 skövlades den halländska delen av Ätradalen av trupper under Knut Håkansson (Hand) och under 1565 brände trupperna ner Falkenberg. Senare under 1565 möttes svenska och danska trupper i slaget vid Axtorna. Det var ett stort slag med många döda på bägge sidor, men som brukar räknas som en dansk seger. År 1566 kom danska trupper att bränna ner Bogesund (Ulricehamn) och skövla omgivande områden. Efter krigshandlingar på andra ställen återvände 1569 kriget till den västgötska delen av Ätradalen, som åter skövlades av danska trupper. Under Kalmarkriget (1611–1613) skövlades gränslandskapen, men Ätradalen slapp undan strider. Under Torstensonska kriget gick svensk trupp under Fredrik Stenbock genom Ätradalen även om de huvudsakliga krigshandlingarna skedde på andra ställen. Som ett resultat av kriget blev Halland svenskt (först på trettio år).

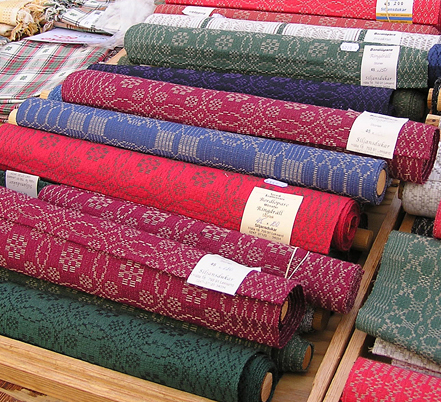
Tillverkning och handel med textil bidrog till ekonomisk tillväxt i övre Ätradalen

Då Halland blev svenskt på 30 år gällde att danska lagar och sedvänjor fortsatt skulle tillämpas. De olika stånden hade dock möjlighet att välja att juridiskt bli svenska, vilket i flera fall skedde. Att Halland blev svenskt medförde att den gräns vid vilken stora tullen betalades inte längre gick mellan Västergötland och Halland utan vid den plats vid kusten från vilken varorna exporterades eller till vilken de importerades. I Sverige hade inte alla hamnstäder rätt att bedriva internationell handel. Enbart så kallade stapelstäder hade den rättigheten. Falkenbergs status som stapelstad var osäker och mellan 1724 och 1866 saknade staden den rättigheten. Exporten av djurprodukter minskade medan exporten av produkter från skogen (trä, tjära, pottaska) tilltog. Statsmakterna hade stora svårigheter att driva in lilla tullen i Västergötland. Borås anlades 1621 i syfte att stävja handeln på landsbygden. Borås kom att bli en viktig konkurrent till Bogesund och handeln längs Ätran i allmänhet. Bogesund förlorade sin handelsrättigheter 1739, men fick tillbaka dem 1742. Detta efter att invånarna bland annat döpt om staden till Ulricehamn, efter drottning Ulrika Eleonora. Handeln på landsbygden fortsatte och över tid kom bönderna i sjuhäradsbygden att få större lagliga rättigheter till handel på landsbygden än övriga Sverige. De (liksom handlare från Borås) kom att verka även i Halland och kom mer eller mindre att monopolisera handeln med de olika textilvaror som producerades ute på gårdarna för att komplettera jordbruket.
En av de som kom att bedriva handel var Hans Perhsson (1789–1833) och inte minst hans son Anders Hansson. Från gårdarna Hid och Mölneby i Östra Frölunda kom de att bedriva omfattande förlagsverksamhet med textil. Till exempel med 55 hushåll som höll på med vävning. Under 1880-talet gick textilverksamheten över till brodern Pehr Johan medan Anders kom att gå över till skog och skogsprodukter. Han köpte upp betydande arealer skog. När ångsågen i Herting gick i konkurs 1869 köpte Hansson upp den och när den i Rävigeforsen gick i konkurs 1884 köpte han upp den också. Under senare halvan av 1800-talet tog det industriella utnyttjandet av skogen längs Ätran fart. Det hade skett tidigare försök runt 1800 av Jacob Bagge, men dessa hade misslyckats. Transport från skog till sågverk skedde genom flottning. Då tekniken för elproduktion från vattenkraft under 1900-talet blev mogen innebar denna en uppdämning som hindrade flottning. Mölnebys anläggningar drabbades i flera fall av brand. Dessa kom då inte att byggas upp längs vattendraget (däremot anlades ett ångkraftverk i orten Ätran, i närheten av vattendraget). Trots en del tidiga initiativ från företaget kom det att blir andra företag som kom att bygga ut (el)vattenkraften längs Ätran. Mölnebybolaget såldes till andra aktörer 1914 och kom därefter att styckas upp.
Från mitten av 1700-talet skedde (som i stora delar av Sverige och Europa) en snabb folkökning till följd av bland annat förbättrad produktivitet i jordbruket och förbättrad hygien. Till en början var folkökningen relativt jämnt fördelad, men över tid kom den att alltmer förskjutas mot kusten och i allt högre grad ske i städerna. Lands- och framförallt skogsbygden växte i långsammare takt än städerna och under senare halvan av 1800-talet började deras befolkning minska. En viktig faktor för trendbrottet var tilltagande emigration till framförallt USA. Redvägs härad var ett av de härader som hade störst emigration i hela Sverige 1881–1900. De bägge städerna längs Ätran (Falkenberg och Ulricehamn) utvecklades på olika sätt. Ulricehamn hade länge varit ett centrum för adelskontrollerad boskapshandel och jämnstor med Borås. Till skillnad från andra delar av sjuhäradsbygden hade staden därför inte samma tradition av småskalig handel. Dess utveckling var därför relativt långsam (under senare halvan av 1800-talet i stort sett stabil). Falkenberg, som länge varit en liten stad kom att börja växa i relativt snabb takt, inte minst under senare halvan av 1800-talet då dess befolkning tredubblades. Det orsakades av tilltagande industrialis, mett läge i en expansiv slättbygd med allt bättre kommunikationer och ökad näringsfrihet. Mellan de bägge städerna kom Svenljunga att växa till sig som centralort för Kinds härad och blev 1945 köping. I hela sjuhäradsbygden skedde en utveckling där förlagssystemet ersattes av småskalig industri. Ofta drevs denna industri av mindre kraftverk anlagda längs inte minst biflödenas forsar.

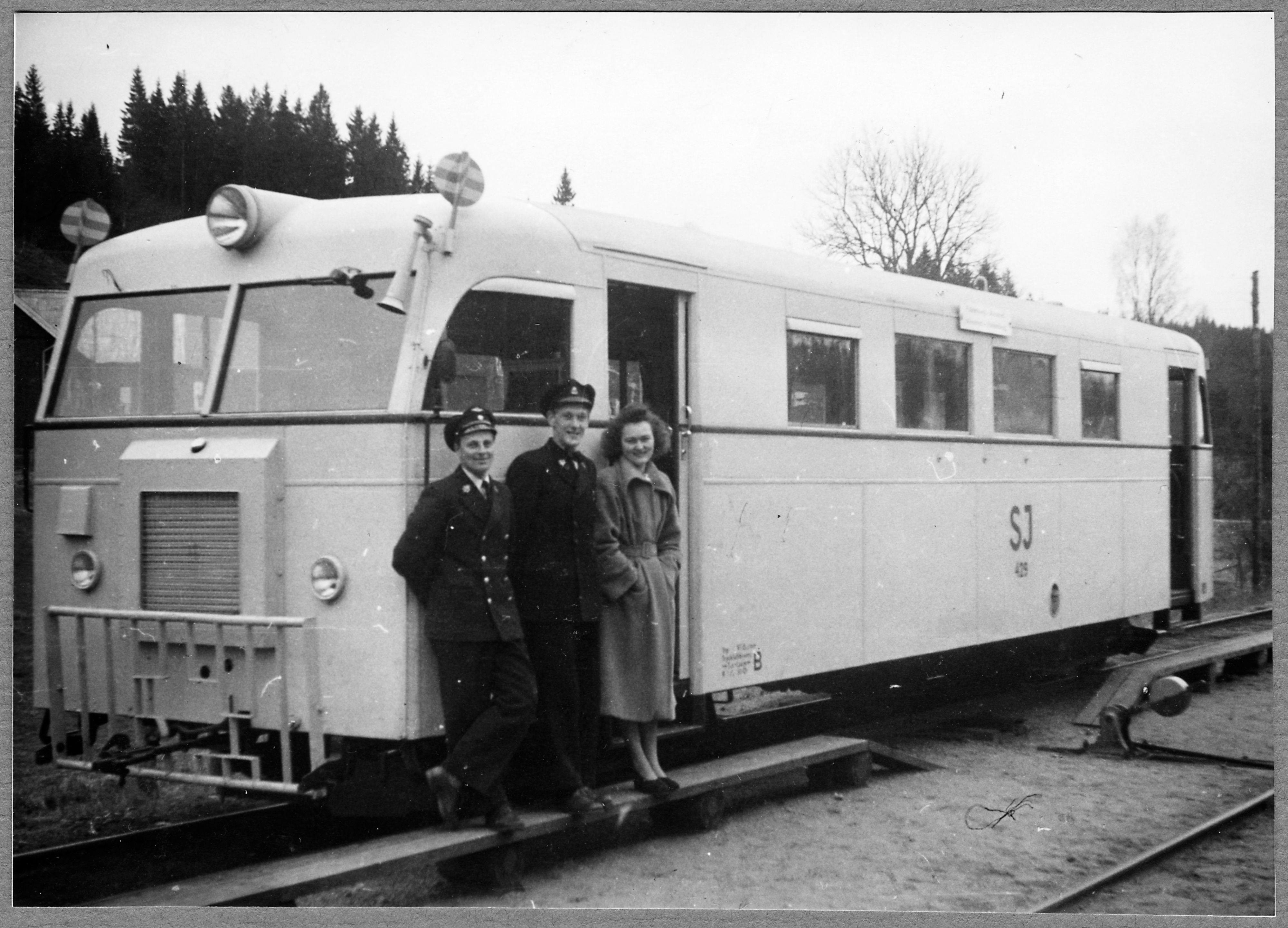
Järnvägen medförde att många stationssamhällen växte upp i Ätradalen, foto av rälsbuss som gick på Falkenbergs järnväg

Under årtionden kring och efter 1900 kom vattenkraftverk att byggas vid vattendragets forsar. Detta bidrog till att driva på Falkenbergs tillväxt. Däremot förverkligades inte de visioner om industrialisering vid kraftverken längre in i landet som fanns. Vad som däremot kom att påverka inlandet i betydligt större omfattning var byggandet av järnvägar. Längs dessa bildades många stationssamhällen (av 48 tätorter i Ätradalen 1992 var 70 % stationssamhällen). Järnvägen bidrog också till att Ulricehamn åter började växa. Som investeringar var banorna däremot vanligen mindre lyckade. Under mellankrigstiden fick de i flera fall ekonomiska problem och trots ett uppsving i samband med andra världskriget och dess bränslebrist, har flera av dem lagts ner under efterkrigstiden.
Från 1970 och framåt har skett en befolkningstillväxt i Ätrans nedre och övre ändar, bland annat beroende på en för de delarna fördelaktig utbyggnad av infrastruktur som Riksväg 40 och E6, medan området emellan har haft relativt oförändrad befolkning. Det senare bland annat kopplat till att mycket småindustri har slagits ut som en följd av tekokrisen. Över hela området har trenden med en fortsatt inflyttning från landsbygd till stad fortsatt. I Hallands inland har Ullared kommit att utvecklas till ett kommersiellt centrum, inte minst genom tillväxten av företaget Gekås.

### Fiske
Laxfiske har under lång tid förekommit i vattendraget. Det har skett bland annat genom laxgårdar (omfattande trästrukturer som fiskarna kunde fastna i). De fanns fyra laxgårdar i Ätran: (nedströms Hertings fors, i Faurås, vid Fors Möllegården uppströms Vessigebro samt Tormorup/Askome. Fiske med utlagda fisknät förekom på flera ställen. I bägge fallen täcktes en betydande del av vattendraget. Det förekom även fiske med kupor (i Högvadsån), håv samt vid Yngereredsfors att det sattes upp kärl som fisken riskerade att hamna i när den försökte ta sig upp för forsen. Enligt Hallandia antiqua et hodierna från mitten av 1700-talet ska fisket då varit det bästa i Halland. Fisket var en viktigt inkomst- och näringskälla. Både för de som bodde längs ån och för statsmakten som beskattade fisket. Under början av 1800-talet började dock mängden fisk minska och för att hantera detta infördes förbud mot fiske vintertid. Under 1800-talet började det förekomma fisketurism med framförallt turister från England. Innan utbyggnaden av elkraften gick laxen åtminstone upp till Yngeredsfors, troligen även ända till Skåpanäs. Annat fiske än laxfiske som varit av betydelse är fiske av ål med hjälp av ålkistor och pärlor från flodpärlmusslor samt fiske av gädda, abborre, mört och gös. Norr om Svenljunga förekommer kräftfiske. Ätran är uppdelat i tolv fiskevårdsområden.

### Kraftutvinning och industri
| Kraftverk    | Fallhöjd (meter) | I drift (år)    | Magasin (106 m3) |  |
| Ljungafors   | 5,3              | 1963-           | -                |  |
| Axelfors     | 11               | 1936-           | -                |  |
| Skåpanäs     | 18               | 1957-           | 2,7              |  |
| Skogsforsen  | 14               | 1937-           | 1,4              |  |
| Bällforsen   | 14,7             | 1952-           | 1,1              |  |
| Yngeredsfors | 28,3             | 1907-/1964-     | 1,1              |  |
| Ätrafors     | 23,5             | 1918-/1930-     | 1,9              |  |
| Herting      | 5,3              | 1903- 1944-2013 | -                |  |

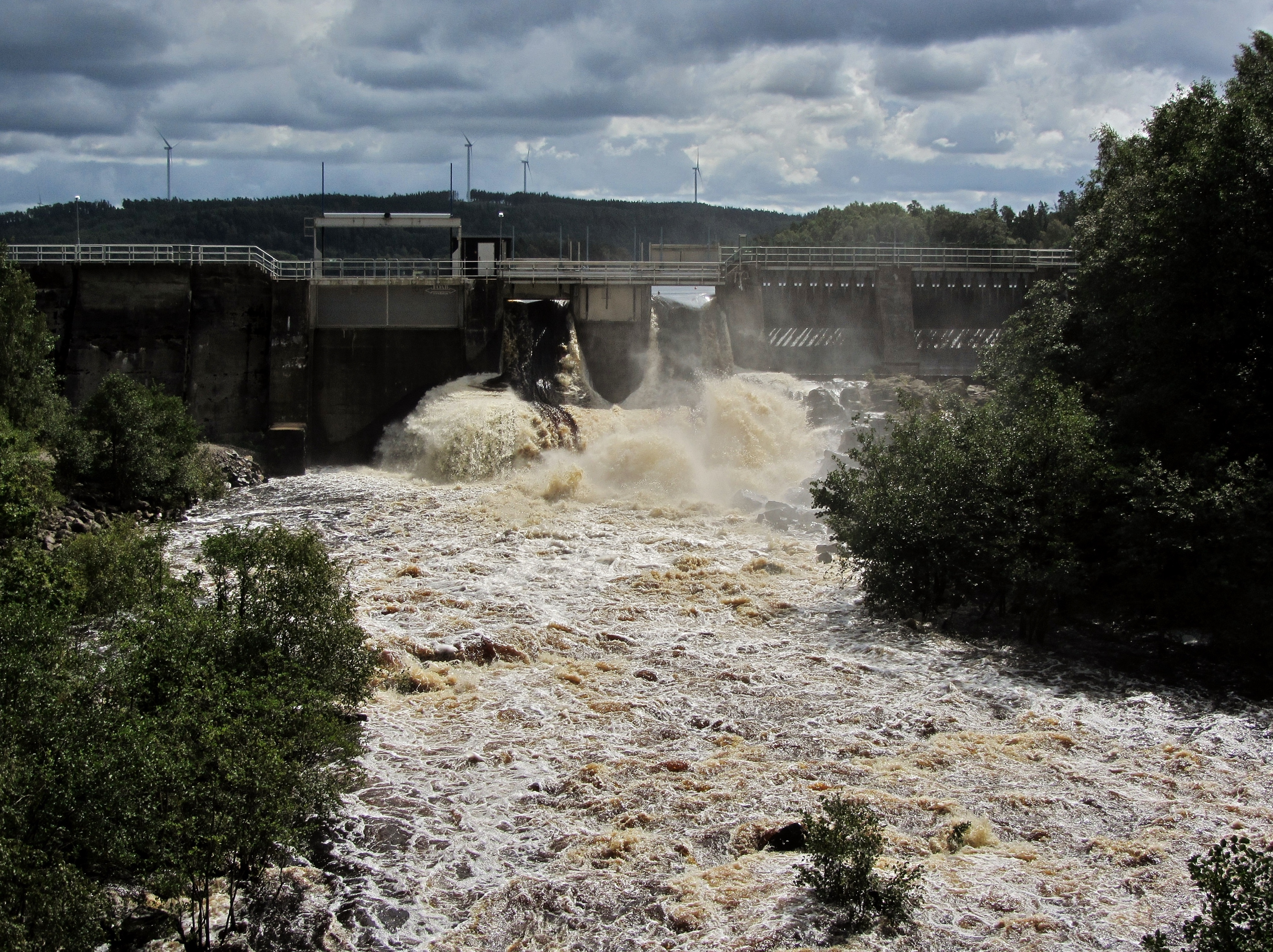
Ätrafors kraftverk, augusti 2014

Vattnets energi har använts under lång tid. Ätran har varit ett kvarntätt område Bara i Redvägs härad fanns det minst 80 kvarnar 1642-1644, ej inräknat kvarnar för husbehov. Senare, från omkring sekelskiftet 1900, har en del av dessa kvarnar ersatts av mindre kraftverk. Under 1900-talet följde större kraftverk, som krävde större investeringar och därför större ekonomiska muskler. Det första större kraftverket var i Herting. Det byggdes av Falkenbergs stad för att försörja staden med el och togs i drift 1903. Mölnebybolaget lämnade 1899 in ansökan om att anlägga kraftverk vid Yngeredsfors. Efter ett antal turer, som bland annat medförde att bolaget som bildats för ändamålet (Yngeredsfors Kraft AB) hamnade inom Wallenbergsfären kom kraftverket att stå färdigt 1907. I Ätrafors byggde AB Héroults Elektriska Stål en anläggning som stod färdig 1918. Företaget fick dock snabbt ekonomiska problem. Yngeredsfors Kraft tog över kraftverket och ersatte det 1930 med ett större. Etablering av kraftverk vid Ätrans övriga forsar fortsatte under 1930- till 1950-talet. Den totala fallhöjden från Åsunden till havet är 164 meter. Av denna används 120 meter i vattenkraftverk. Längs Ätran finns det åtta vattenkraftverk, främst i dess nedre delar. Längs dess biflöden ytterligare två. Vattenkraftverken i Ätran hade 1972 en total maxeffekt på ungefär 63 MW.

### Transporter
Av naturliga skäl är vattendraget generellt mer utmanande att ta sig över ju större det blir när det närmare sig sitt utlopp. I de övre delarna finns åtminstone sedan 1600-talet en bro i Norra Åsarps socken. Vadställen över nedre Ätran finns i Gunnarp, Vessigebro och Falkenberg. I Gunnarp finns en bro omnämnd första gången 1540. I Vessigebro fanns färjeförbindelse över ån där. Färjeförbindelsen finns omnämnd från 1700-talet och framåt. Det byggdes en bro över Ätran 1878.  Där gick också tidigare en viktig förbindelse över floden. Något uppströms i Kungsbacka, Askome socken har det även funnits ett vadställe som används. Namnet Faurås antyder också att det kan ha funnits ett vadställe där, i närheten av Vinåns utlopp i Ätran. I Falkenberg finns det flera broar. Första gången en bro nämns i skrift är 1310. Under följande århundraden har det sannolikt funnits fler broar, dels vid Garvareforsen, dels vid Falkenbergs borg. Dess var dock sannolikt (baserat på den begränsade mängden stenspår) träkonstruktioner med ett livslängd på uppskattningsvis 20-25 år per bro. En stenvalvsbro, Tullbron, har funnits sedan 1700-talet och är ett byggnadsminne. Den kompletterades 1962 av en bro strax utanför Falkenberg, där E6 passerar över vattendraget. Sedan 1986 finns även Söderbron inne i staden.
Att Ätran är svårare att ta sig över i dess nedre delar har medfört att den i olika avseenden fungerat som gräns där. Den har ofta varit gräns mellan socknar. Under 1300-talet var även den halländska delen av Ätran vid flera tillfällen riksgräns.
Ätran är inte själv farbar. Under 1700- och 1800-talet fanns planer på att göra den farbar, men dessa genomfördes inte. Däremot har Ätran använts för flottning. Vattendrag (samt Jälmån i en gren av flodsystemet) har varit allmänna flottleder. Längs Ätran gick hålvägen Redvägen. Den bestod av flera stigar/vägar snarare än en enskild. Förbindelserna längs vattendraget har dock sannolikt varit av högre kvalitet än de som gick längs Viskan då mycket tyder på att handeln mellan Varberg och Borås i början främst gick längs Ätran. I modern tid går länsväg 154 till stor del i Ätradalen (huvudfåran eller Högvadsån). Tidigare hade Falkenbergs järnväg också en sträckning som till stor del följde Ätran samt Högvadsån i dess nedre delar, medan Ulricehamn–Vartofta järnväg gick i avrinningsområdets övre delarna. De bägge järnvägarna var ursprungligen smalspåriga. Falkenbergs järnväg förblev smalspårig, medan Ulricehamn–Vartofta järnväg gjordes om till normalspår som del av västra centralbanan. Vattendraget korsas av E6, länsväg 153, länsväg 156 och riksväg 40.

### Användning av namnet Ätradalen
Volleybollklubben Ätradalens VK (numera Falkenbergs VBK) använde namnet. I turismsammanhang används Ekomuseum nedre Ätradalen för platser nedströms Svenljunga.

## Minnesramsor
De halländska åarna, Viskan, Ätran, Nissan och Lagan är kända. Det finns ramsor för att komma ihåg dessa:
- vi ska äta, ni ska laga
- laga ni, äta vi.

Den första varianten räknar upp floderna norrifrån, den andra söderifrån.